# UniCredit Family Financing
UniCredit Family Financing è stata un istituto di credito italiano.

## Storia
Nell'ottobre 2001 nasce Adalya Banca Immobiliare, grazie ad una partnership tra Credito Italiano (89,4%) e Tecnocasa (10,6%) volta a creare una società specializzata nell'erogazione di mutui ipotecari immobiliari alla clientela di Tecnocasa.
La compagnia immobiliare si impegnava a non proporre mutui tramite altre società da essa controllate o collegate ma solamente per mezzo di Adalya. Quest'ultima, a sua volta, prometteva di non distribuire i prodotti presso altri canali, senza l'autorizzazione di Tecnocasa.
Nel Luglio 2003 ha acquisito la denominazione UniCredit Banca per la Casa, a seguito della riorganizzazione di Unicredit (Progetto S3), inquadrata presso la Divisione Retail.
Nel dicembre dello stesso anno ha acquistato Abbey National Bank of Italy, la filiale italiana del gruppo inglese Abbey National. Per 65.5 milioni di euro, ne rileva 15 sportelli sul territorio nazionale con i 65 promotori, 3.9 miliardi di euro di erogato e 48.000 clienti che danno vita ad un fatturato di 310 milioni di euro.
In questo modo arriva a detenere un portafoglio mutui di 7.4 mld euro con oltre 100.000 clienti.
Nel maggio 2005 ha cambiato nome in Banca per la Casa S.p.A.
Da Febbraio 2008 la società è diventata l'unica banca produttrice di mutui per l'intero Gruppo UniCredit, e ha per questo ripreso il vecchio nome di UniCredit Banca per la Casa, cambiando però il logo che è ora più in linea con il formato UniCredit.
Nel 2009 la società viene fusa per incorporazione in UniCredit Consumer Financing Bank (ex Clarima) specializzata nel credito al consumo (carte e prestiti), assorbendo anche le attività svolte da Fineco in questo ramo, diventando così la banca del gruppo specializzata nella creazione ed erogazione di tutti i prodotti di finanziamente per il mercato retail: carte, prestiti e mutui.
La ragione sociale della nuova società è UniCredit Family Financing Bank S.p.A..
L'acronimo utilizzato anche in alcune comunicazioni è UCFin.
Da novembre 2010 viene integrata in Unicredit S.p.A..

## Modello distributivo
Dopo un primo periodo in cui i prodotti di Adalya erano esclusivamente collocati dalla rete di promotori Tecnocasa (Kiron), dal 2003 la distribuzione è avvenuta tramite le banche del gruppo (Unicredit Banca, Unicredit Banca di Roma, Banco di Sicilia), il network dei 150 promotori, oltre che partner, concessionari auto, mediatori creditizi, assicuratori, banche e società d'intermediazione mobiliare, società operanti nei servizi automotive, viaggi e turismo, grande distribuzione, oltre che Internet e telefono.
UniCredit Family Financing Bank era presente anche all'estero, in Germania, Bulgaria, Romania, Polonia e Russia.